# Nadbiel

Nadbiel (prononciation : [ˈnadbjɛl]) est un village polonais de la gmina de Poświętne dans le powiat de Wołomin de la voïvodie de Mazovie dans le centre-est de la Pologne.
Il se situe à environ 7 kilomètres au nord-ouest de Poświętne (siège de la gmina), 9 kilomètres à l'est de Wołomin (siège du powiat) et à 30 kilomètres au nord-est de Varsovie (capitale de la Pologne).
De 1975 à 1998, le village appartenait administrativement à la voïvodie de Siedlce.